# Династія Чень
Дина́стія Чень (спрощ.: 陈朝; кит. трад.: 陳朝; піньїнь: Chéncháo) — династія, що правила частиною південного Китаю після занепаду династії Лян. Ця династія керувалася імператорами з роду Чень, першим з яких був Чень Басянь. Правління цієї династії тривало 32 роки. У 589 році була повалена династією Суй. З цим завершився період розпаду Китаю на окремі держави.

## Історія
Після початку кризи в державі Лян у 549 році південь Китаю охопив хаос. В результаті імператорський уряд перебрався в Ханькоу, а в Цзянькані зосередився військовий уряд. У 557 році його голова Чень Басянь оголосив про утворення нової держави. Згодом спадкоємці Басяня підкорили майже увесь південь. Втім на початку 580-х років вимушена була вести оборонні бої проти держави Північна Чжоу. Зрештою у 589 році війська династії Суй, що прийшла на зміну Північній Чжоу, знищили потугу Чень. В результаті відбулося об'єднання усього Китаю.

## Імператори
| Посмертне ім'я       | Особисте ім'я                  | Роки правління | Девіз і роки правління                                          |
| -------------------- | ------------------------------ | -------------- | --------------------------------------------------------------- |
| У-ді 武帝 Wǔdì       | Чень Басянь 陳霸先 Chén Bàxiān | 557–559        | - Юндін (永定 Yǒngdìng) 557–559                                 |
| Вень-ді 文帝 Wéndì   | Чень Цянь 陳蒨 Chén Qiàn       | 560–566        | - Тяньцзя (天嘉 Tiānjiā) 560–566 - Тянькан (天康 Tiānkāng) 566  |
| Фей-ді 廢帝 Fèidì    | Чень Боцзун 陳伯宗 Chén Bózōng | 567–568        | - Гуанда (光大 Guāngdà) 567–568                                 |
| Сюань-ді 宣帝 Xuāndì | Чень Сюй 陳頊 Chén Xū          | 569–582        | - Тайцзянь (太建 Tàijiàn) 569–582                               |
| Хоу Чжу 後主 Hòu Zhǔ | Чень Шубао 陳叔寶 Chén Shúbǎo  | 583–589        | - Чжіде (至德 Zhìdé) 583–586 - Чженьмін (禎明 Zhēnmíng) 587–589 |